# Kristine Sutherland
Kristine Sutherland (Boise, 17 de abril de 1955) é uma atriz norte-americana, mais conhecida pelo seu papel na série de televisão Buffy, a Caça-Vampiros.